# Nya tidens schlager
Nya tidens schlager är en singel av den svenska musikgruppen Attentat där texten bygger på fraser ur kända melodifestivallåtar. Låten skrevs som ett svar på att Attentats inskickade bidrag inte blev uttagen till Melodifestivalen 2014. 
Medverkar gör Mats Jönsson, Magnus Rydman, Cristian Odin, Patrik Kruse och Paul Schöning.   